# Carlos Castro (escritor)
Carlos Castro (Ahuachapán, 1944-México, 2018) es un novelista salvadoreño.
Estudió en la UNAM (Universidad Nacional Autónoma de México). Ha enseñado literatura tanto en México como en El Salvador.
En los años sesenta, un grupo de intelectuales salvadoreños de izquierda (Jorge Arias Gómez, Roque Dalton, Mauricio Vallejo Marroquín, entre otros), hicieron un intento de «reinventar» la historia nacional de El Salvador.
En 1992, Castro continuó con ese esfuerzo, y publicó el cuento historicista «Informe sobre Barrios liberales» en la desaparecida revista Tendencias (de San Salvador).
El «Informe sobre Barrios liberales» se convirtió en el primer capítulo de la novela histórica Libro de los desvaríos, que inventó un siglo y medio de saga familiar patrilineal del caudillo liberal Gerardo Barrios (1813-1865).
En 1993, ese texto ganó el Primer Certamen de Novela «Salarrué», del Consejo Nacional por la Cultura. Compitió con Baile con serpientes (1996, de Horacio Castellanos Moya) y Lujuria tropical (1996, de Alfonso Quijada Urías.
En el año 2000, Carlos Castro publicó «Sociedad y cultura en el siglo XIX» (págs. 163-164); en Álvaro Magaña Granados (coordinador): La República (1808-1923). San Salvador: Banco Agrícola, 2000.
Falleció en México en septiembre de 2018.